# Belarussisches Helsinki-Komitee
Das Belarussische Helsinki-Komitee (belarussisch Беларускі Хельсінкскі камітэт) ist die älteste und wichtigste Menschenrechtsorganisation in Belarus. Es ist eine freiwillige, unabhängige, unpolitische, zivilgesellschaftliche Menschenrechtsorganisation. Das BHK ist seit dem 1. November 1995 tätig (registriert durch das Justizministerium).
Am 1. Oktober 2021 wurde das Belarussische Helsinki-Komitee durch eine Entscheidung des Obersten Gerichts von Belarus seiner staatlichen Registrierung entzogen. Dennoch setzen die Menschenrechtler ihre Arbeit fort. Im Juli 2022 erhielt das Belarussische Helsinki-Komitee den konsultativen Status beim Wirtschafts- und Sozialrat der Vereinten Nationen (ECOSOC).
Am 7. Juni 2024 erklärte das Gericht des Eisenbahnbezirks der Stadt Homel die Website der Organisation sowie die Facebook-Seite des BHK für extremistisch.
Die Organisation ist Mitglied der Kontaktgruppe des Europarats für die Zusammenarbeit mit der belarussischen Zivilgesellschaft.
Das Belarussische Helsinki-Komitee setzt sich dafür ein, die Bedeutung der Menschenrechte neu zu beleben und ihre Integration in alle Lebensbereiche zu fördern.
Wie andere Helsinki-Gruppen weltweit arbeitet die Organisation im Einklang mit den Helsinki-Abkommen.

## Aktuelle Tätigkeit des BHK

### Themen
Zu den inhaltlichen Schwerpunkten des Belarussischen Helsinki-Komitees (BHС) zählen die Analyse von Trends und Politiken im Bereich der Menschenrechte in Belarus und der Region, Diskriminierung, Wirtschaft und Menschenrechte, der menschenrechtsbasierte Ansatz (human rights based approach), internationale Menschenrechtsmechanismen sowie soziale und wirtschaftliche Rechte. Traditionell beobachtet die Organisation Wahlen in Zusammenarbeit mit dem Menschenrechtszentrum „Wjasna“. Seit 2020 erfolgt diese Wahlbeobachtung in Form von Expertenmissionen.

### Zielgruppen
Mit Stand 2025 arbeitet das Belarussische Helsinki-Komitee mit den folgenden Zielgruppen:
- Zivilgesellschaftliche Organisationen (CSOs): Das BHС unterstützt zivilgesellschaftliche Gruppen und Initiativen dabei, eine menschenrechtliche Perspektive in ihre Arbeit zu integrieren.

- Business: Das BHС hilft Unternehmen, sich mit der Agenda „Wirtschaft und Menschenrechte“ vertraut zu machen, und stellt grundlegende Instrumente zur Verfügung, um geeignete Praktiken in Geschäftsabläufe und Produkte zu integrieren. Zudem unterstützt es Investoren dabei, den nationalen Kontext in Bezug auf Wirtschaft und Menschenrechte besser zu verstehen.

- Juristische Fachkräfte (Anwälte, Rechtsberater, Jurastudierende): Das BHС verteidigt Mitglieder der juristischen Gemeinschaft durch internationale Mechanismen, entwickelt Bildungs- und Aufklärungsmaterialien und organisiert Praktikumsprogramme für Studierende.

- Betroffene von Menschenrechtsverletzungen: Juristen des BHС bieten Einzelpersonen, deren Rechte verletzt wurden, kostenlose Rechtsberatung an und erstellen praktische Leitfäden zu besonders dringlichen oder komplexen menschenrechtlichen Fragen.

### Zentrale Arbeitsinstrumente

#### Nationaler Menschenrechtsindex
Der Nationale Menschenrechtsindex wird von einer Gruppe zivilgesellschaftlicher Experten unter der Gesamtkoordination des Belarussischen Helsinki-Komitees erstellt. Der Index bietet eine umfassende Bewertung der Menschenrechtslage in Belarus, indem er konkrete Rechte, ihre Bestandteile sowie Indikatoren für einen idealen Zustand analysiert. Die Erhebung basiert auf Daten und Analysen ab dem Jahr 2019 und ermöglicht so die Verfolgung langfristiger Entwicklungen sowie evidenzbasierte Einblicke.
Das BHK verfolgt mit diesem Index drei zentrale Ziele:
- interessierten Fachleuten eine schnelle Orientierung über die Gesamtsituation der Menschenrechte in Belarus zu ermöglichen, ohne auf fragmentierte Quellen zurückgreifen zu müssen;
- aufzuzeigen, wie sich die Lage im Zeitverlauf verändert;
- die Richtung notwendiger Reformen im Bereich der Menschenrechte aufzuzeigen – Reformen, die im Land dringend erforderlich sind.

Im Jahresbericht 2024 des Hohen Kommissars der Vereinten Nationen für Menschenrechte wurde der Index als Beispiel für eine effektive Bewertung menschenrechtsbezogener Gesetze und Praktiken anerkannt.
Eine analytische Übersicht beleuchtet die wichtigsten Entwicklungen in der belarussischen Menschenrechtspolitik sowie internationale Reaktionen darauf. Sie behandelt drei eng miteinander verbundene Dimensionen:
- Allgemeine Maßnahmen: systemische Aspekte wie Gesetzgebung, Strategien und politische Programme, die die Rahmenbedingungen für die Verwirklichung von Menschenrechten bestimmen;
- Rechtspraxis: konkrete Verstöße gegen bürgerliche, politische, soziale, wirtschaftliche und kulturelle Rechte;
- Internationale Reaktionen: zentrale Entscheidungen und Stellungnahmen internationaler Institutionen zur Menschenrechtssituation in Belarus.

Diese Analyse hilft Fachleuten, Entwicklungen besser zu verstehen, systemische Veränderungen nachzuvollziehen und den menschenrechtlichen Fokus in angrenzenden Bereichen – etwa Politik, Wirtschaft oder Sozialpolitik – zu erweitern.

#### Leitlinien zu Wirtschaft und Menschenrechten
Diese überarbeiteten Instrumente helfen Unternehmen, sich schnell im Themenfeld „Wirtschaft und Menschenrechte“ zu orientieren. Die Leitlinien bieten grundlegende Werkzeuge, um menschenrechtsbasierte Ansätze in Geschäftsprozesse zu integrieren. Dadurch können Unternehmen über bloße Einhaltung gesetzlicher Vorschriften hinausgehen und stärker ethisch und menschenzentriert handeln.
Siehe folgende Materialien:
- BHR Agenda and Authoritarian Regimes: The Case of Political and Human Rights Crisis in Belarus Since 2020[8]
- Business and Human Rights in Belarus: The Context of Political and Human Rights Crisis[9]

## Geschichte
Das Belarussische Helsinki-Komitee wurde als Reaktion auf die damalige gesellschaftspolitische Lage in Belarus gegründet. Unmittelbarer Auslöser war die Diffamierung der nationalen weiß-rot-weißen Flagge.
Die Organisation wurde von namhaften Persönlichkeiten des öffentlichen und kulturellen Lebens in Belarus ins Leben gerufen, darunter Wassil Bykau (erster Vorsitzender des Aufsichtsrates des BHK), Swetlana Alexijewitsch (Literaturnobelpreisträgerin), Rygor Baradulin, Radim Harezki, Hennadz Buraukin, Juri Chadyka, Carlos Scherman und andere.
Die erste Vorsitzende des Belarussischen Helsinki-Komitees war Tatjana Protko – Kandidatin der historischen Wissenschaften, leitende wissenschaftliche Mitarbeiterin am Institut für Geschichte der Nationalen Akademie der Wissenschaften von Belarus und eine anerkannte Forscherin auf dem Gebiet der politischen Repressionen in Belarus.

### BHK, 1995–2000
Der Zeitraum von 1995 bis 2000 markiert die Gründungs- und Konsolidierungsphase des Belarussischen Helsinki-Komitees (BHK). In dieser Zeit entwickelte die Organisation ihre strategischen Ansätze und Methoden zur Verteidigung der Menschenrechte. Das BHK zählte über 400 Mitglieder in Minsk und anderen Städten, organisatorische Strukturen wurden in 12 Regionen von Belarus aufgebaut. Es entstanden Partnerschaften mit belarussischen und internationalen zivilgesellschaftlichen Organisationen, und die Zusammenarbeit mit internationalen Menschenrechtsinstitutionen wurde aktiv ausgebaut.
Im Jahr 1997 wurde das BHK Mitglied der Internationalen Helsinki-Föderation für Menschenrechte.
Juristen des BHK – insbesondere der bekannte Anwalt und stellvertretende Vorsitzende der Organisation, Hary Pahaniaila – traten regelmäßig als öffentliche Verteidiger in Gerichtsverfahren auf, die große gesellschaftliche und politische Resonanz hatten. Das BHK übernahm die rechtliche Verteidigung unter anderem in den Prozessen gegen Pawel Scheremet, Wassili Starowoitow, Wassili Leonow, Tamara Winnikowa, Michail Tschigir, Slawomir Adamowitsch, Irina Makowezkaja und Andrej Klimow.
Die Juristen des BHK setzten sich auch intensiv mit den Fällen des gewaltsamen Verschwindenlassens von Juri Sacharanka, Wiktar Hantschar, Anatolij Krasouski und Dsmitry Sawadski auseinander. Hary Pahaniaila vertrat die Interessen der Familien vor Gericht und forderte eine vollständige und faire Untersuchung der an diesen Personen begangenen Verbrechen.
Das Belarussische Helsinki-Komitee baute außerdem die Zusammenarbeit mit staatlichen Institutionen aus. Es veröffentlichte grundsätzliche Bewertungen schwerwiegender Menschenrechtsverletzungen durch Amtsträger und staatliche Stellen und lenkte sowohl national als auch international Aufmerksamkeit auf diese Fälle. Gleichzeitig pflegte das BHK den Dialog mit Gesetzgebern und Strafverfolgungsbehörden, darunter Abgeordnete des Parlaments, das Verfassungsgericht der Republik Belarus, die Akademie des Innenministeriums, die Strafvollzugsbehörde des Innenministeriums, das Bildungsministerium sowie Gerichte und Staatsanwaltschaften.
Belarussische und internationale Experten wurden in die Arbeit des Komitees zur Förderung der Menschenrechte einbezogen. Das BHK orientierte sich dabei an den Erfahrungen demokratischer Reformen in europäischen Staaten.
Mitglieder des BHK nahmen an Menschenrechtsmissionen der Internationalen Helsinki-Föderation teil und untersuchten die Lage der Menschenrechte unter anderem in Transnistrien, dem Nordkaukasus, Tadschikistan, Usbekistan und der Ukraine.
Seit dem Jahr 2000 führt das BHK regelmäßig Wahlbeobachtungen in Belarus durch. Seit 2008 geschieht dies in Kooperation mit dem Menschenrechtszentrum „Viasna“ im Rahmen der Kampagne „Menschenrechtsverteidiger für freie Wahlen“.
Zwischen 2002 und 2005 nahm der Druck auf die Zivilgesellschaft in Belarus deutlich zu, und Nichtregierungsorganisationen wurden zunehmend aus dem legalen Raum verdrängt. In den Jahren 2003–2004 kam es zu einer großangelegten Repression des zivilgesellschaftlichen Sektors. Zahlreiche Menschenrechtsorganisationen wurden durch Gerichtsbeschlüsse geschlossen, darunter auch das Menschenrechtszentrum „Viasna“ und die Unabhängige Gesellschaft für Rechtsforschung.

### „Steuer“-Fall
Zwischen 2004 und 2006 leiteten die belarussischen Behörden ein Verfahren gegen das Belarussische Helsinki-Komitee ein, in dem behauptet wurde, die Organisation habe keine Steuern auf Mittel gezahlt, die sie im Rahmen des TACIS-Programms erhalten hatte – ein Programm, das von der Europäischen Kommission in Belarus umgesetzt wurde. Gemäß den Allgemeinen Bedingungen des Finanzierungsabkommens vom 10. Mai 1994 zwischen der Kommission der Europäischen Gemeinschaften und der Regierung der Republik Belarus waren derartige Zuwendungen jedoch grundsätzlich von der Besteuerung ausgenommen.
Im Jahr 2004 forderte das belarussische Ministerium für Steuern und Abgaben vom BHK die Zahlung von 155 Millionen belarussischen Rubel (etwa 52.000 EUR) an Steuern und Strafzahlungen für im Zeitraum 2002–2003 erhaltene TACIS-Gelder.
In den Jahren 2004 und 2005 gelang es dem BHK, diese Forderungen erfolgreich anzufechten. Gerichte wiesen die Position der Regierung zurück, wonach die Zuschüsse steuerpflichtig seien. Ein von der Abteilung für Finanzermittlungen des Komitees für staatliche Kontrolle gegen die Vorsitzende und die Buchhalterin des BHK eingeleitetes Strafverfahren wegen angeblicher Steuerhinterziehung wurde aus rehabilitierenden Gründen eingestellt.
Im Dezember 2005 – unmittelbar vor den Präsidentschaftswahlen 2006 – erließ das Präsidium des Obersten Wirtschaftsgerichts jedoch eine neue Entscheidung, wonach das BHK erneut zur Zahlung der Steuern und Strafgebühren verpflichtet wurde. Dennoch bestätigten Ermittler der Finanzermittlungsabteilung nach erneuter Prüfung des Falls, dass das BHK nach belarussischem Recht nicht steuerpflichtig sei.
Bis heute existieren zwei sich widersprechende offizielle Dokumente: eines verlangt die Zahlung der nacherhobenen Steuern und Strafen, ein anderes bestätigt, dass die Organisation dazu nicht verpflichtet ist.
Seit 2006 sind die Bankkonten des BHK blockiert. Die Organisation wurde mit offiziellen Schulden belastet, und ein Teil ihrer Computerausstattung wurde als Teilzahlung beschlagnahmt.

### Das BHK nach 2006
Die Präsidentschaftswahlkampagne im Jahr 2006 wirkte als Katalysator für ein verstärktes zivilgesellschaftliches Engagement in Belarus, auch im Bereich des Menschenrechtsschutzes. In dieser Zeit traten dem Belarussischen Helsinki-Komitee neue Mitglieder bei – junge und engagierte Menschen, die es der Organisation ermöglichten, weiterhin flexibel auf aktuelle Herausforderungen zu reagieren.
Im Mai 2008 wurde Aleh Hulak, ein Jurist und seit 1996 Mitglied des BHK, zum Vorsitzenden des Komitees gewählt. Als öffentlicher Verteidiger war Hulak in Dutzenden von Gerichtsverfahren aktiv und setzte sich für Personen ein, die Opfer von Menschenrechtsverletzungen in Belarus geworden waren.
Im Jahr 2016 wurde Aleh Hulak mit dem französisch-deutschen Preis für Menschenrechte und Rechtsstaatlichkeit ausgezeichnet. Im Jahr 2017 wurde er vom Justizministerium in die Republikanische Öffentliche Beobachtungskommission berufen, die die Haftbedingungen in Untersuchungshaftanstalten, Strafkolonien und Gefängnissen überwacht.
Im Laufe der Jahre wandten sich Tausende belarussischer Bürger an das BHK mit der Bitte um Unterstützung bei der Wahrung ihrer Rechte. Die Leistungen der Organisation – von juristischen Beratungen über die Erstellung rechtlicher Dokumente bis hin zur Unterstützung bei Gerichtsverfahren – haben einen bedeutenden Beitrag zum Schutz der Menschenrechte im Land geleistet. Darüber hinaus haben Experten des BHK zahlreiche Monitoringberichte und rechtliche Analysen zu gesellschaftlich relevanten Themen erstellt.

### Das BHK nach 2020
Am 1. Oktober 2021 ordnete der Oberste Gerichtshof von Belarus die Auflösung des Belarussischen Helsinki-Komitees an, das zu diesem Zeitpunkt eine der letzten verbliebenen Menschenrechtsorganisationen des Landes war. Als Begründung wurde angegeben, dass das BHK angeblich zwei Personen für ihre Tätigkeit als Wahlbeobachter bei der Präsidentschaftswahl vergütet habe. Das Justizministerium von Belarus legte als Beweismittel Unterlagen vor, die im Rahmen einer Ermittlung zu einem nicht näher benannten Strafverfahren gewonnen wurden. Menschenrechtsverteidiger erklärten, sie wüssten nicht, um welches Verfahren es sich handle oder gegen wen es gerichtet sei.
Bereits zuvor hatte der ständige Koordinator der Vereinten Nationen in Belarus seine Besorgnis über eine mögliche Auflösung des BHK geäußert. Zahlreiche internationale Menschenrechtsorganisationen – darunter Amnesty International, die Internationale Föderation für Menschenrechte (FIDH), Front Line Defenders, Human Rights Foundation und Human Rights Watch – unterstützten das Komitee öffentlich und forderten die Rücknahme der Klage auf Auflösung (gemeinsamer Appell).
Trotz der offiziellen Auflösung kündigte das BHK an, seine Arbeit fortzusetzen. Die Mitarbeiter des Komitees sahen sich gezwungen, das Land zu verlassen.
Im Juli 2022 erhielt das Belarussische Helsinki-Komitee den konsultativen Status beim Wirtschafts- und Sozialrat der Vereinten Nationen (ECOSOC) und wurde damit die erste belarussische NGO mit diesem Status.
Aleh Hulak starb am 16. Dezember 2022 im Exil.